# Reinhold-Würth-Hochschule
Die Reinhold-Würth-Hochschule in Künzelsau ist ein Campus der Hochschule Heilbronn und ermöglicht ein Studium in den Bereichen Technik und Wirtschaft. Künzelsau und die Hochschule liegen im Nordosten Baden-Württembergs, etwa 40 Kilometer östlich von Heilbronn und damit mitten in der Region Hohenlohe.

## Profil
Der Campus Künzelsau wurde 1988 als ein Standort der heutigen Hochschule Heilbronn gegründet. Seit 2005 wird er von der „Stiftung zur Förderung der Reinhold-Würth-Hochschule der Hochschule Heilbronn in Künzelsau“ unterstützt und trägt zur Würdigung des Unternehmers Reinhold Würth zusätzlich den Namen „Reinhold-Würth-Hochschule“. 
Die Reinhold-Würth-Hochschule Campus Künzelsau beheimatet die Fakultät Technik und Wirtschaft. Rund 1300 Studierende sind in insgesamt zehn praxisnahen Bachelor- und Masterstudiengängen eingeschrieben. Die Ausbildung ist eng verzahnt mit Praxispartnern aus Industrie, Wirtschaft sowie Institutionen des öffentlichen und dritten Sektors.

## Studienangebot

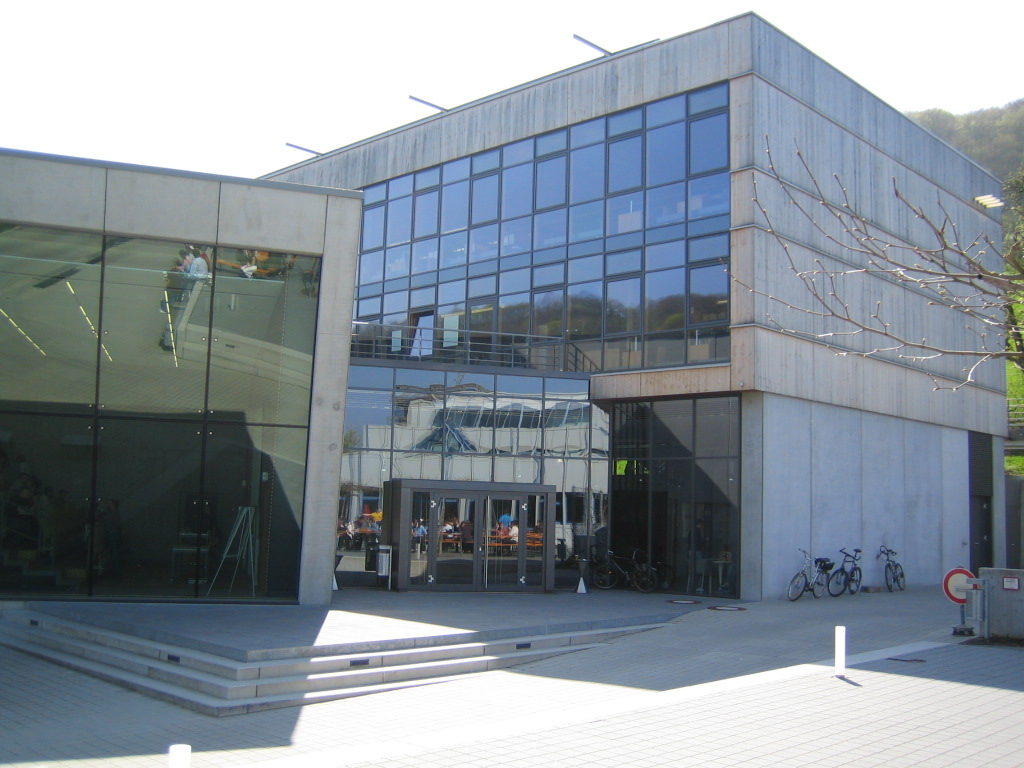
D-Gebäude & Audimax

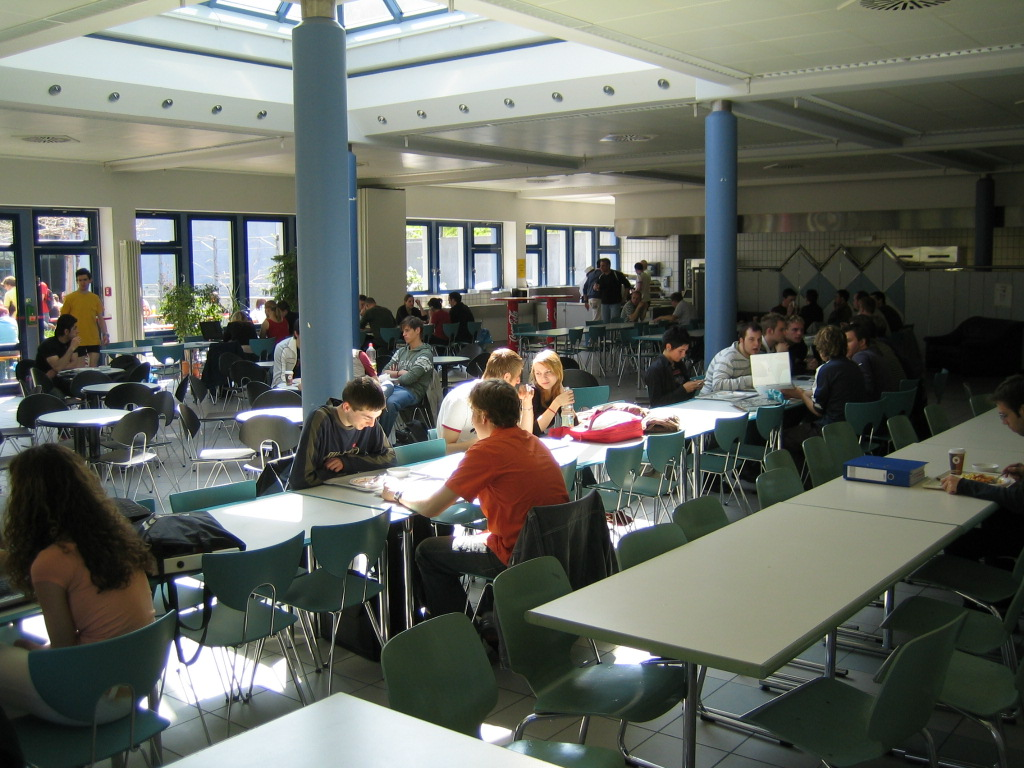
Mensa der Hochschule

In der Reinhold-Würth-Hochschule sind alle Studiengänge in einer Fakultät, der Fakultät für Technik und Wirtschaft zusammengefasst. Sie bietet folgende Studiengänge an (Stand Januar 2025):
- Elektrotechnik (Bachelor-Studiengang; auch als Kooperatives Studienmodell mit Gewerbliche Schule Künzelsau)
- Elektrotechnik (Master-Studiengang)
- Automatisierungstechnik und Elektro-Maschinenbau (Bachelor-Studiengang; auch als Kooperatives Studienmodell)
- Wirtschaftsingenieurwesen-Energiemanagement  (Bachelor-Studiengang)
- Wirtschaftsingenieurwesen (Bachelor-Studiengang; auch als Kooperatives Studienmodell)
- Technical Management (Master-Studiengang)
- Betriebswirtschaft und Kultur-, Freizeit-, Sportmanagement (Bachelor-Studiengang)
- Management und angewandte Psychologie im Sozialwesen (Bachelor-Studiengang)
- Betriebswirtschaft und Kultur-, Freizeit- und Sportmanagement (Master-Studiengang)
- Betriebswirtschaft, Marketing- und Medienmanagement (Bachelor-Studiengang)
- International Marketing and Communication (Master-Studiengang)
- Orientierungssemester

Viele der oben genannten Studiengänge können als praxisnahe Studienmodelle studiert werden:
- Studium mit vertiefter Praxis
- Kooperatives Studienmodell

## Lehrende
An der Reinhold-Würth-Hochschule lehren 50 Professoren und rund 50 Lehrbeauftragte (Stand: 2024).

## Geschichte
Die Hochschule für Technik und Wirtschaft wurde am 16. Oktober 1988 im Rahmen der Programminitiative Hochschule im Ländlichen Raum des Landes Baden-Württemberg als Außenstelle der Hochschule Heilbronn eröffnet und 1993 fertiggestellt. Um einer möglichen Schließung aufgrund einer kontinuierlich niedrigen Zahl an Studierenden entgegenzuwirken, wurde am 6. Juli 2001 für rund 15 Mio. DM (ca. 7,5 Mio. €) mit dem Bau einer Erweiterung begonnen, welche am 21. Mai 2003 eingeweiht wurde. Im April 2005 wurde die Außenstelle zu Ehren des Unternehmers Reinhold Würth offiziell in Reinhold-Würth-Hochschule umbenannt. Dieser hatte über seine Unternehmensgruppe die Stiftung zur Förderung der Reinhold-Würth-Hochschule der Hochschule Heilbronn in Künzelsau errichtet und sich verpflichtet, der Stiftung ab 2005 einen Betrag in Höhe von insgesamt 10 Millionen Euro zur Verfügung zu stellen. Die Erträge aus der Stiftung sollen Forschung und Lehre an der Reinhold-Würth-Hochschule zugutekommen. Der wachsende Campus wurde 2019 durch ein neues Lehrgebäude sowie ein neues Forschungsinstitut erweitert. Darüber hinaus wird das entstehende Studierendenwohnheim die Infrastruktur für die Studierenden weiter verbessern.

## Künni – die Campuskuh
Der Campus Künzelsau hat mit Künni – die Campuskuh ein eigenes Maskottchen.